# 敘利亞鎊
敘利亞鎊（阿拉伯語：الليرة السورية al-līra as-sūriyya，法語：livre syrienne）是敘利亞的流通貨幣，由敘利亞中央銀行發行。輔幣單位为皮阿斯特，1鎊=100皮阿斯特。
由於內戰導致嚴重通膨，人民也有使用美元及土耳其里拉的習慣。

## 流通中的貨幣

### 硬幣
- 1鎊
- 2鎊
- 5鎊
- 10鎊
- 25鎊

### 紙幣
- 50鎊
- 100鎊
- 200鎊
- 500鎊
- 1000鎊
- 2000鎊
- 5000鎊[1]

## 外部連結
- 唐的世界硬币画廊：Syria
- 罗恩·怀斯的世界纸币：Syria 镜像网站
- 现代金融系统表格－库尔特·舒勒制作：Asia 镜像网站
- 环球货币历史：Syria
- 《环球金融资料》系列：Syria Pound
- 《环球金融资料》货币历史表格（ 微软试算表格式）